# Brachynauphoeta michelleae
Brachynauphoeta michelleae är en kackerlacksart som beskrevs av van Herrewege 1975. Brachynauphoeta michelleae ingår i släktet Brachynauphoeta och familjen jättekackerlackor.
Artens utbredningsområde är Madagaskar. Inga underarter finns listade.